# Albert Bouckaert
Pour les articles homonymes, voir Bouckaert.
Albert Bouckaert, né le 17 octobre 1891 à Braine-le-Comte et mort le 1er juin 1951 à Bruxelles, était un journaliste et écrivain belge, ayant principalement collaboré pour le journal Le Soir. Il a vite développé une passion pour l'aviation en général, ce qui se ressent dans ses écrits. Avec son confrère René Weverbergh, du Vingtième Siècle, il fut le premier passager à avoir effectué le voyage aller-retour sur la ligne aérienne Belgique-Congo, en mars 1935. Au total, il aura parcouru près de 115 000 km dans les airs, ce qui le poussera à écrire ses souvenirs de "journaliste volant" à la fin de sa vie, dans 100.000 kilomètres de ciel, un ouvrage paru de manière posthume en 1952.

## Biographie

### Jeunesse et études
Né à Braine-le-Comte, ville du Brabant Wallon, le 17 octobre 1891, Albert Bouckaert fait ses études à Paris (ses parents y habitent alors) et à Évreux, avant d'étudier l'ingénierie commerciale à l'Institut Warocqué à Mons.
C'est d'ailleurs à Paris, le 18 octobre 1909, alors qu'il a 18 ans et qu'il sort du palais du Trocadéro où se tient une exposition sur l'art cambodgien, qu'il a son premier contact visuel avec l'aviation. Il assiste en réalité au vol d'un appareil Wright au-dessus de Paris, piloté par le comte Charles de Lambert qui a décollé de Juvisy-sur-Orge, où s'organisait au même moment une grande réunion aérienne.
Du samedi 10 septembre 1910 au lundi 19 septembre 1910, Braine-le-Comte organise à la plaine de Scaubecq une "Semaine d'Aviation", pour laquelle Bouckaert est nommé commissaire-adjoint. Ainsi, il peut librement circuler sur l’aérodrome et photographier les différents avions.
Il combat durant la Première Guerre mondiale, ce qui lui vaudra d'être décoré de la croix de guerre et de la médaille de l'Yser.

### Débuts professionnels
De 1918 à 1919, Bouckaert est attaché au secrétariat du Palais Mondial à Bruxelles, situé dans le bâtiment qui abrite aujourd'hui le musée de l'automobile Autoworld, dans l'aile sud des arcades du parc du Cinquantenaire. Il y travaille auprès du sénateur Henri La Fontaine et de Paul Otlet, fondateurs de cette immense collection bibliographique qui leur vaut aujourd'hui d'être reconnus comme des pionniers du moteur de recherche. C'est toujours pour le Palais Mondial qu'il relève, en 1921, les journaux de Braine-le-Comte de 1852 à 1921, dans un ouvrage que Maurice Gauchez qualifie de « fort spécialisé ». Dans ses Journaux de Braine-le-Comte, Bouckaert étudie et analyse 89 journaux et revues de la période précitée de sa ville natale. Après être passé par le Palais Mondial, Bouckaert est employé en 1919 dans une banque, puis travaillera comme collaborateur dans plusieurs rédactions.
C'est le 15 septembre 1928 que Bouckaert fait son baptême de l'air, en compagnie de sa femme et d'un ami. Ils se rendent à l'aérodrome de Haren et effectuent leur premier vol (un tour au-dessus de Bruxelles) à bord d'un monoplan monomoteur immatriculé OO-AIB.

### Journaliste de presse et de radio

#### Presse
Albert Bouckaert a participé à de nombreux périodiques : collaborateur à La Lanterne, à L'Aurore, au Courrier de l'Armée et à L'Intermédiaire des chercheurs et curieux; rédacteur et reporter au Soir et au Soir illustré entre le 1er février 1931 et 1951, année de sa mort; et collaborateur (1929-1948) et rédacteur en chef (1945-1948) à la Revue du Touring Club de Belgique. De par son métier de journaliste, Bouckaert a également été chargé du cours de documentation et de reportage à l'Institut pour les journalistes de Belgique.
En 1944, le quotidien La Lanterne (actuel La Capitale) est lancé, sous la direction de Pierre Fontaine et Paul Méral. Ce journal se veut critique envers les partis politiques et les gouvernements de l'après-guerre. Bouckaert rejoint l'équipe, alors qu'il venait déjà du Soir et de Radio Belgique. Il y retrouve son ami Pierre Fontaine, ainsi que toute une équipe de collaborateurs marqués à droite. Füeg précise que Bouckaert, après son passage à La Lanterne, eut par la suite une brillante carrière comme célèbre reporter, avant d'être nommé rédacteur en chef de la revue du Touring Club de Belgique et ce, entre le 15 août 1945 et le 15 novembre 1948.

#### Radio
Si Albert Bouckaert s'est plutôt illustré du côté de la presse écrite, il a également pris part aux débuts de l'aventure du journal parlé en Belgique, via Radio Belgique. Cette radio, société privée mais avalisée par les pouvoirs compétents, a été créée en 1924. Théo Fleischman est déjà à l’œuvre sur les ondes et deux ans plus tard, le 1er novembre 1926, il met sur pied le premier journal parlé. Bouckaert y participera en tant que présentateur pendant deux ans, entre le 15 avril 1938 et le 31 janvier 1931, quand Radio Belgique devient l'Institut national de radiodiffusion (INR). Bouckaert, sous l'initiative de Fleischman, y a comme collaborateurs André Guéry, Carl Goebel, Pierre Fontaine et Maurice Lecomte. L'équipe permet aux auditeurs belges d'avoir alors accès à un « journal complet comprenant une succession de rubriques soigneusement classées et complétées par des chroniques et des interviews ». Bouckaert, dont la voix est caractérisée par un ton timbré et précis, selon les auteurs du magazine Pourquoi Pas ?, ne reste cependant pas longtemps à l'INR, car, bien qu'étant un « homme de droite » selon Pierre Fontaine, il ne l'était pas assez pour les Catholiques qui étaient présents de manière plus importante au sein de l'Institut. Ils obtiendront son renvoi pour le remplacer par l'un des leurs. Ce départ de l'INR amènera Bouckaert au Soir, dès 1931 et jusqu'à sa mort en 1951.

### Écrivain
Albert Bouckaert a également publié de nombreux ouvrages en tant qu'écrivain, souvent basés sur ses expériences de reporter (voir la partie Publications).
En 1938, il publie son livre consacré au procès de Marie Becker, une empoisonneuse liégeoise, auquel il a assisté.
En 1939, Bouckaert publie La chasse aux drogues, dans lequel il compile ses nombreuses enquêtes menées entre 1919 et 1939 dans différents pays européens et à la Société des Nations à Genève, pour repérer les phénomènes de consommation de produits illicites.
Son ouvrage Un autre monde : 25.000 kilomètres à travers les États-Unis et le Canada (1945) a valu à Bouckaert, conjointement avec Georges Linze, le Prix Jauniaux du Reportage 1945, décerné le vendredi 19 octobre 1945 au Palais des beaux-arts de Bruxelles par le journal Le Face à main, et également car sa réputation d'homme de lettres se souciant du travail bien fait fut reconnu par ses pairs. Mais parce que Bouckaert était absent, reparti au loin, à ce moment-là, c'est sa femme qui reçut les félicitations dues à son mari.

### 1935: passager du premier voyage aller-retour vers le Congo belge

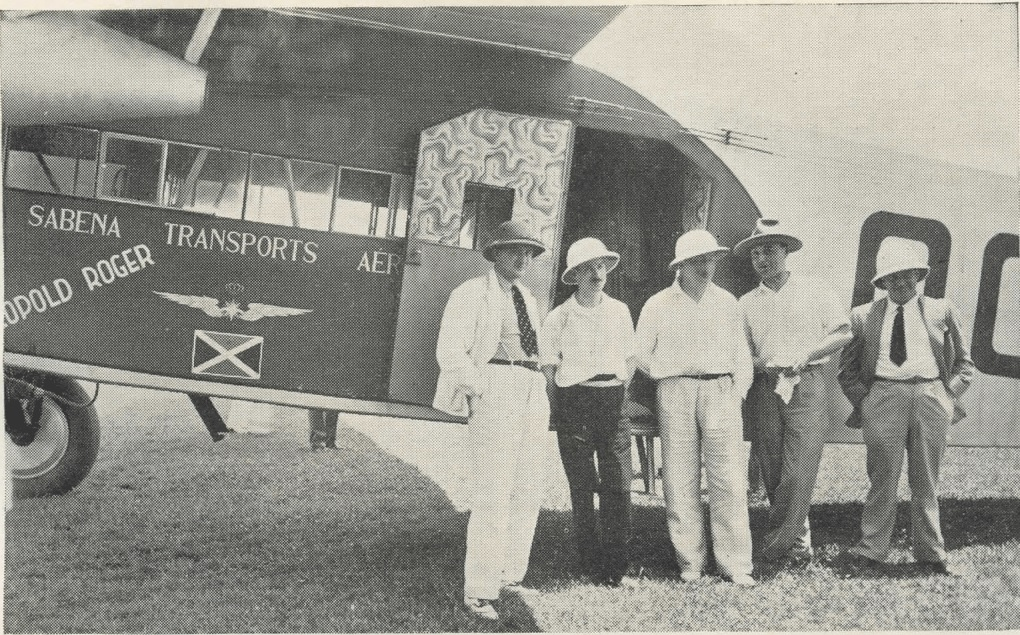
Albert Bouckaert (à gauche) après l'arrivée à Léopoldville en 1935.

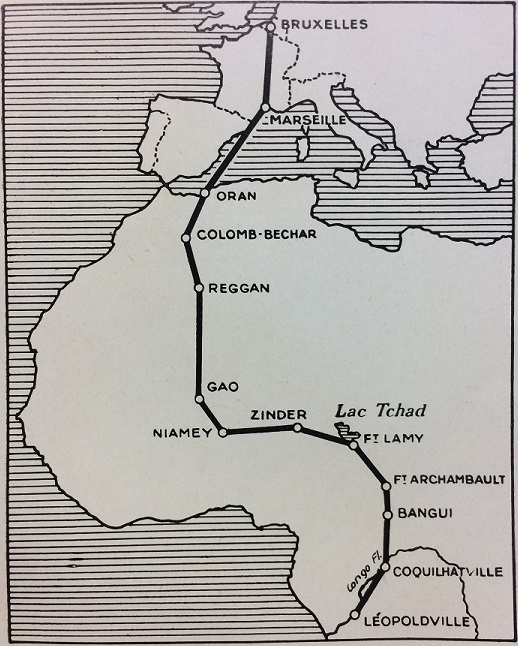
Itinéraire du Léopold-Roger lors du voyage Belgique-Congo en 1935.

Albert Bouckaert a eu, avec son confrère René Weverbergh du Vingtième Siècle, l'honneur d'être le premier passager régulier de la ligne aérienne Belgique-Congo, pour un voyage aller-retour en moins de quinze jours, à bord du Fokker Léopold-Roger,. Ce vol, effectué par l'équipe composée du pilote Van Acker, du copilote Closset et du mécanicien-radiotélégraphiste Bergmans, a fait l'objet de plusieurs articles publiés dans Le Soir, après le retour de Bouckaert en Belgique. Cependant, Bouckaert décide de compiler ses articles, sans les retoucher, pour en faire un ouvrage, agrémenté de ses propres photographies prises pendant le voyage, dédié à cette expédition vers la colonie : Belgique-Congo en avion, paru en 1935, dans lequel Bouckaert raconte, hormis l'expédition aérienne en tant que telle, ce qu'il expérimente ou découvre, et les rencontres qu'il fait à l'occasion de chaque escale de ce voyage, dans les localités africaines où l'appareil se pose le temps des différentes étapes de ravitaillement.
Le voyage vers le Congo belge commence le 8 mars 1935, par un rassemblement des équipes préparatoires, de photographes et de curieux à 3 heures du matin, à l'aérodrome de Haren. Le Léopold-Roger décolle effectivement à 4 heures 04, pour une première étape Bruxelles - Marseille - Oran. Le lendemain, le 9 mars 1935 à 7 heures 38, le Fokker décolle pour la deuxième étape Oran - Colomb-Béchar - Reggane. Puis, les étapes suivante consistent à relier Reggane à Niamey, via Gao, Niamey à Fort-Lamy, via Zinder, et Fort-Lamy à Fort-Archambault, Bangui et Coquilhatville. Enfin, le sixième et dernier jour, le 13 mars 1935, le Léopold-Roger rallie la destination de Léopoldville, en atterrissant à l'aérodrome de Ndolo. Alors, l'équipage est acclamé par la foule et les passagers sont notamment reçus par Tony Orta, directeur général de la Sabena.
Après ce voyage aller de plus de 8 000 km qui leur ont permis d'être considérés comme les deux premiers passagers de la ligne régulière sur ce parcours métropole-colonie, Bouckaert rentre par la même voie plus tôt en Belgique que son confrère Weverbergh, qui lui, reste encore quinze jours sur place, à Léopoldville.

### Mort
Au début de l'année 1951, Albert Bouckaert commence à ressentir « les atteintes [d'un] mal impitoyable » qui finira par l'emporter. Cela ne l'empêche pas, au début du moins, de se rendre à la rédaction du Soir tous les jours et de continuer son travail et de monter de nouveaux projets de voyages, quitte à dissimuler les douleurs qui le frappent. Mais au fur et à mesure que la maladie progresse, Bouckaert doit se résoudre à s'aliter, la « bête » qui le ronge finissant par être plus forte.
Il meurt le 1er juin 1951 à l'aube, tout en étant lucide dans le lit de sa chambre, mais avec un « visage ravagé par la souffrance ». Ses funérailles se sont déroulées le lundi 4 juin 1951 au cimetière de Schaerbeek, dans un dépouillement absolu.

## Perception par ses contemporains
Albert Bouckaert était en général estimé de ses contemporains, qu'ils soient du même métier que lui ou non. Ainsi, Lionel Bertelson dit de Bouckaert, dans son Dictionnaire des journalistes-écrivains de Belgique, qu'il se classa parmi « les meilleurs reporters ». Préfacé par Charles Bernard, le dictionnaire de Bertelson liste les « journalistes-écrivains dont l’œuvre présente une valeur littéraire indéniable ». Ingrid Mayer s'est basée sur ce dernier pour sa liste des Écrivains-journalistes (1920-1960) en 2010, et a, elle aussi, retenu Bouckaert. La liste de Mayer « répertorie les auteurs belges de langue française qui ont publié des écrits à caractère littéraire (en ce compris des reportages) entre 1920 et 1960 et qui ont exercé par ailleurs une activité journalistique dans la presse écrite ou radiophonique ».
Maurice Gauchez, pour le livre commémoratif La presse, le vante comme « le plus méthodique de tous nos hommes de lettres » par le fait qu'il ait, notamment, organisé chez lui comme véritable outil de travail une bibliothèque classée, relevée et documentée, et qui « s’enrichit de fiches soigneusement établies d’après vingt collections de revues d’ici et d’ailleurs ». Gauchez confirme également que Bouckaert est un « photographe de qualité, prestidigitateur amateur d’une adresse surprenante » et « aimant son métier de grand reporter ».
Dans l'article du Soir consacré à sa mort, Bouckaert est décrit, à la façon de Bertelson et Gauchez, comme un « reporter infatigable » et « consciencieux jusqu'au scrupule ». Il est « précis comme un chronomètre. Il note tout avec soin, publie tous les noms sans les écorcher et ne se trompe jamais sur les dates. Il colle à la réalité. Il reproduit exactement les propos qui ont été tenus ou les résume parfaitement. Il n'arrive jamais en retard à une manifestation, et attend patiemment qu'elle s'achève. Il ne lui est certainement jamais venu à l'idée  qu'il fût possible d'écrire en se fiant à sa seule imagination. C'est un ami sûr, un photographe exemplaire, soucieux de l'ensemble et du détail qu'orne (...) un brin de fantaisie. C'est le technicien du compte-rendu. » Et comme un journal rendant hommage à l'un de ses journalistes, ses articles sont qualifiés de « précis, objectifs, alertement écrits, sans bavures. »
Président du Comité directeur de l'Aéroclub Royal de Belgique et auteur de la préface de 100.000 kilomètres de ciel, paru à titre posthume, Victor Boin qualifie Bouckaert de « fameux pigeon voyageur » et de « reporter-volant (...) détenteur d'un record des plus impressionnants », avec 115 430 km parcourus dans les airs et 481 heures 19 minutes passées à bord d'appareils volants, en un peu plus de vingt ans de sa vie.

## Décorations
Albert Bouckaert était multi-décoré, pour avoir été un ancien combattant durant la Première Guerre mondiale et pour ses exploits dans l'aéronautique nationale et coloniale :
 Croix de guerre (1914-1918)
Médaille de l'Yser (1914-1918)
 Chevalier de l'ordre de Léopold
 Chevalier de l'ordre de la Couronne
 Chevalier de l'ordre de Léopold II

## Publications
- Les journaux de Braine-le-Comte (1852-1921). Étude comprenant l'analyse bibliographique et anecdotique de 89 périodiques (journaux et revues), Bruxelles, Lamberty, 1921.
- Belgique-Congo en avion, Bruxelles, La Renaissance du Livre, 1935.
- Marie Becker l'empoisonneuse, Paris et Bruxelles, Labor, 1938.
- Un autre monde : 25.000 kilomètres à travers les États-Unis et le Canada, Bruxelles, Meddens, 1945.
- La chasse aux drogues : reportage, Liège, Soldi, 1946.
- 100.000 kilomètres de ciel (1928-1950). Des Lapons au Cap de Bonne-Espérance en passant par Hollywood et les Montagnes Rocheuses, Bruxelles, La Renaissance du Livre, 1952.